# Long Stone (Frotoft)

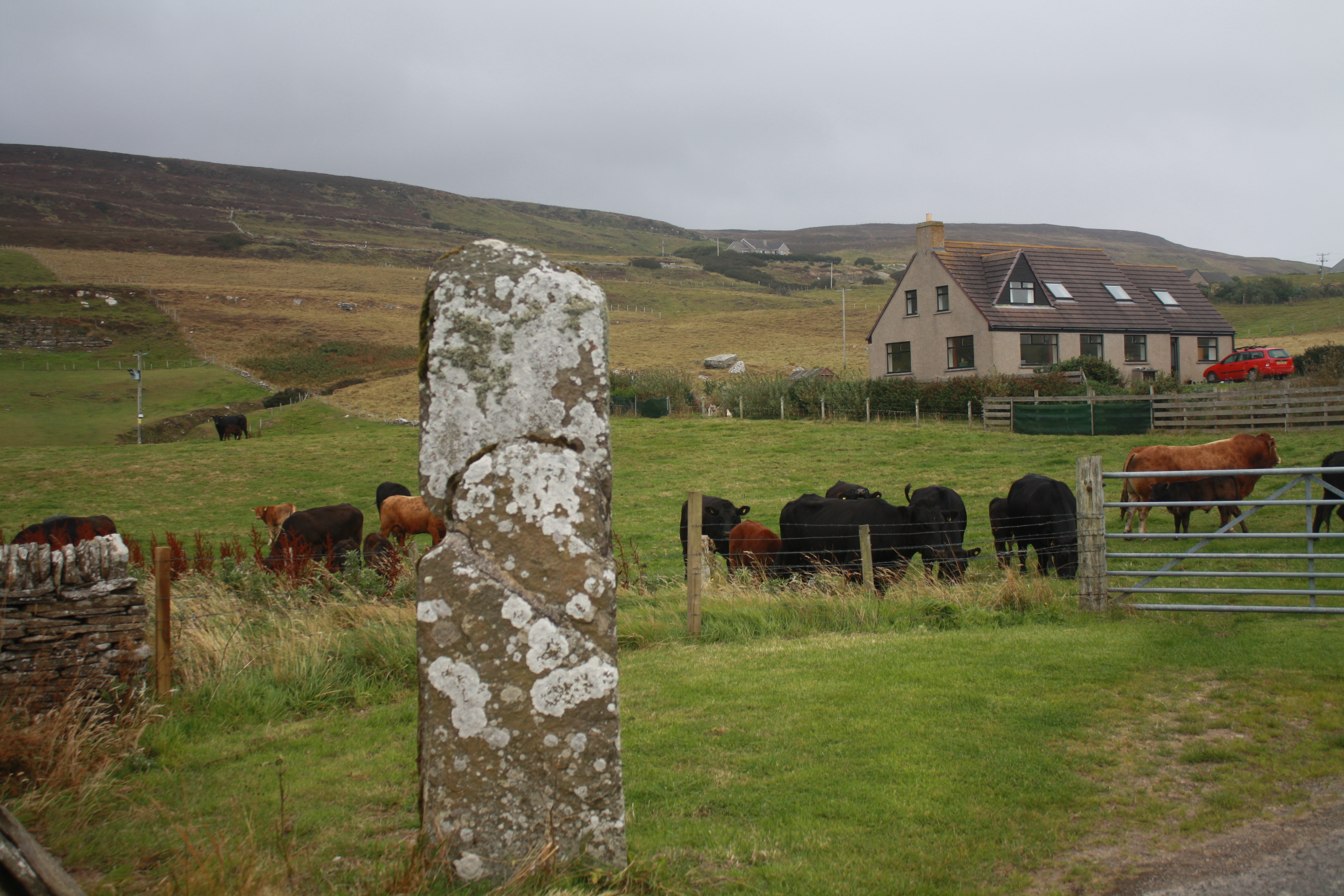
Long Stone

Der Long Stone (auch Langsteen, South Shore Stone, Frotoft oder Westova genannt) von Frotoft steht beim Hofkomplex Frotoft auf der Orkneyinsel Rousay in Schottland, nördlich der Küstenstraße, die am Wyre Sound entlang führt. Er stammt wahrscheinlich aus der späten Jungstein- oder Bronzezeit (spätes 3. oder frühes 2. Jahrtausend v. Chr.) Der Stein ist irgendwann zerbrochen, aber die Teile wurden wieder zusammengefügt.
Der etwa 2,25 m hohe Menhir (englisch Standing Stone) steht etwa 20 m über dem Meeresspiegel an seinem ursprünglichen Standort. Er ist an der Basis 0,8 m breit und 0,3 m dick und verjüngt sich nach oben hin auf 0,6 m Breite und 0,18 m Dicke. Auf seiner Nordwestseite gibt es 1,5 m über dem Boden eine kleine Einkerbung.
Das Monument wurde erstmals 1936 geschützt, aber die Dokumentation entsprach nicht den Standards.
In der Nähe liegen der Knowe of Yarso und der Broch Knowe of Burrian, während der Broch von Burrian auf North Ronaldsay liegt.